# Han (ethnie)
Pour les articles homonymes, voir Han.
Les Hans (chinois simplifié : 汉 ; chinois traditionnel : 漢 ; pinyin : hàn) constituent le peuple chinois « historique », issu de l’ancienne ethnie Huaxia "Huáxià" (华夏) . Celle-ci prend le nom Han à l'époque de la dynastie Han "HànCháo" (汉朝) en 206 av. J.-C. à 220 apr. J.-C., et ce nom perdure depuis.
Les Hans constituent le plus grand peuple ou groupe ethnique du monde. En raison de leur importance numérique en Chine, ils sont considérés par ignorance ou abus de langage comme le « peuple chinois », ce qui omet les nombreuses autres ethnies présentes en Chine. De même, dans l'appellation occidentale, le terme de « Chinois » et la « culture chinoise » sont assimilés directement à ce qui est plus exactement « Han » et la « culture han ».

## Définition
L'ethnie han est la principale ethnie présente en Chine : elle constitue environ 92 % de la population chinoise au début du XXIe siècle. Elle constitue également à cette époque le plus grand groupe humain, et la plus grande ethnie du monde avec 1,3 milliard d'individus. Environ 90 % des Hans se trouvent en Chine, les autres se trouvant principalement en Asie du Sud-Est et en Amérique du Nord.
L'anthropologue Dru C. Gladney indique qu'il existe au sein même de la population han une diversité notamment dans les populations du Sud comme les Cantonais "GuǎngDōngHuà" (广东话), les Hakkas "KèJiāRén" (客家人) ou les Mins "MǐnRén" (闽人) du Sud du Fujian "FúJiànShěng " (福建省). Ainsi la majorité han est composée de locuteurs de huit groupes de langues différentes (mandarin, cantonais, wu, xiang, hakka, gan, min du Nord et min du Sud). Le chinois mandarin est la langue officielle depuis le début du XXe siècle, standardisé sur le parler de la région de la capitale, Pékin.

## Répartition géographique

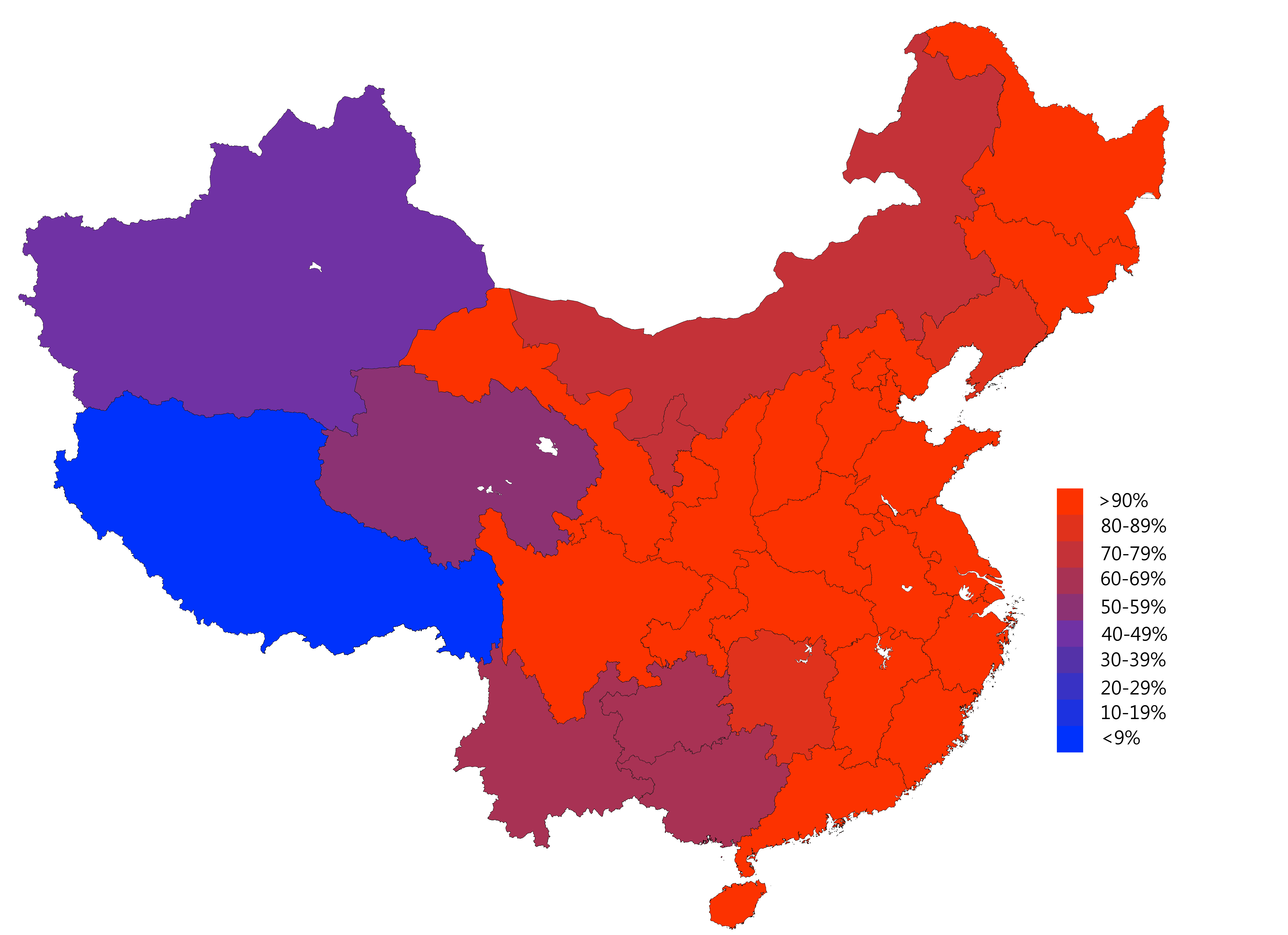
Pourcentage de han par province chinoise

En 2005, en Chine continentale, 90 % de la population est de l’ethnie Han. Les Hans occupent essentiellement et historiquement la partie centrale de la Chine historique : par exemple, en 2000, dans la province de Jiangsu "JiāngSū" (江苏), une province près de Shanghai "ShàngHǎi" (上海), le pourcentage de Hans dépasse 99% tandis qu'au Tibet "Xīzàng" (西藏) historique, le pourcentage est de 34,5% en 2000. À Taïwan "Táiwān" (台湾), les Hans représentent 98% de la population. À Hong Kong "XiāngGǎng" (香港) et Macao "Àomén" (澳门), ils représentent respectivement 95% et 97% de la population.
La politique de l'enfant unique, appliquée uniquement à l'ethnie Han et désormais révolue, a créé un déséquilibre dans la population. Il manque 24 millions  de femmes, alors que la répartition habituelle entre les humains est de 50%.  Le gouvernement a officiellement mis fin à cette politique par une loi entrée en vigueur au 1er janvier 2016.
La diaspora chinoise-han est par ailleurs présente dans toute l'Asie. En dehors de la Chine "ZhōngGuó" (中国), les Hans sont majoritaires à Singapour "XīnJiāpō" (新加坡), où 3,4 millions d'individus représentent 77% de la population du pays, et à Penang "BīnChéng" (槟城), en Malaisie "MǎláiXīyà" (马来西亚) , où ils représentent 56% de la population. En Asie (hors Chine), ils représentaient, en 1998, près de 29 millions d'individus présents essentiellement en Indonésie "YìnDùNíXīyà" (印度尼西亚)  et en Thaïlande "TàiGuó" (泰国 ), avec 7,3 millions de Hans dans chacun des deux pays, ainsi qu’en Malaisie, avec sept millions. Au Viêt Nam "YuèNán" (越南 ), ils sont 2,3 millions, aux Philippines "FēiLǜBīn" (菲律宾 ) 1,5 million et en Birmanie "MiǎnDiàn" (缅甸 ) 1,3 million. Dans chacun de ces pays ils représentent près de 3% de la population totale.
En Amérique du Nord "BěiMěiZhōu" (北美洲), ils sont, en 1998, près de quatre millions répartis entre le Canada "JiāNádà" (加拿大) (1,2 million) et les États-Unis "MěiGuó" (美国 ) (2,4 millions).
En Europe "ŌuZhōu" (欧洲 ) , du fait de la proximité géographique, la Russie " Éluósī" (俄罗斯) abrite la communauté la plus importante avec 680 000 personnes d'origine chinoise, suivie de la France "Fǎguó" (法国 ) avec 300 000 et de la Grande-Bretagne "Yīngguó" (英国 ) avec 247 000.
En Océanie "DàYángZhōu" (大洋洲 ), un demi-million de Chinois hans sont présents, essentiellement en Australie "ÀoDàLìyà" (澳大亚).
En Afrique "FēiZhōu" (非洲 ), les 126 000 Chinois hans, recensés en 1998, le sont essentiellement en Afrique du Sud "NánFēi" (南非 ) avec 100 000 personnes.

## Histoire
Environ 3 000 ans av. J.-C., les ancêtres des Hans, appelés les Huaxia, se développent dans la région du fleuve Jaune "HuángHé" (黄河 ). Ainsi, génétiquement les populations anciennes qui partagent le plus d'allèles avec les Hans actuels sont les individus du site néolithique de WuZhuangGuoLiang " WǔZhuāngGuōLiáng" (武庄郭良) à Shaanxi "Shǎnxī" (陕西). Les analyses génétiques suggèrent que les Hans sont issus d'un mélange génétique entre une population proche de celle de WuZhuangGuoLiang (77 à 93%) et une population plus au sud de la région du Yangzi Jiang "Chángjiāng" (长江) où s'est développé la culture du riz.
Les Huaxia passent la période néolithique (où apparaissent la culture de Yangshao, la culture de Hemudu et celle de Majiabang), et connaissent successivement des sociétés de type matriarcal et patriarcal.
Environ 2 700 ans av. J.-C., une grande tribu dont le nom de famille est 姬 (jī), dirigée par le chef Huángdì（黄帝) (littéralement « l’Empereur Jaune »), se trouve au centre de la province actuelle du Shaanxi. Plus au sud, réside une autre tribu dont le nom de famille est 姜 (jiāng), dirigée par Yandi (炎帝). Ces deux tribus ont souvent des frictions, et finalement une guerre a lieu à Banquan "BǎnQuán" (坂泉 ), qu’on appelle la bataille de Banquan "BǎnQuánZhīZhàn" (坂泉之战). Huangdi gagne la guerre et ces deux grandes tribus deviennent alliées, conquérant d’autres petites tribus et surtout, une grande tribu souvent nommée Yi dont le chef s’appelle Chiyou (蚩尤). Ce dernier est considéré par quelques groupes ethniques actuels comme leur ancêtre.
Selon la légende, les ancêtres des Hans ont passé une longue période de communalisme. En 2100 av. J.-C., le communalisme cède la place à une société hiérarchique qui apparaît dans la région du fleuve Jaune "Huánghé" (黄河). Après, apparaissent successivement les dynasties Xia "Xià" (夏), Shang "Shāng" (商), et Zhou "Zhōu" (周). Le territoire occupé s’agrandit.
Sous les Zhou occidentaux "Xī Zhōu" (西周), l'ethnie prend officiellement le nom de Huaxia "Huáxià" (华夏), pour différencier les Hans des autres ethnies étrangères peu nombreuses.
Durant la Période des Printemps et Automnes, ou Période de Chunqiu "ChūnQiū" (春秋) (770–476 av. J.-C.), les différences entre la culture, la politesse, et le costume des Huaxia "HuáXià" (华夏) et des ethnies minoritaires s’accentuent. Les guerres entre les États sont fréquentes. Le Qin "Qín" (秦) et le Chu "Chǔ" (楚) deviennent les États les plus forts. Malgré les guerres, l’ethnie constituante des sept États est toujours constante. La tendance à l’unification apparaît.
Qin Shi Huang "Qín Shǐ Huáng" (秦始皇) unifie la Chine "ZhōngGuó" (中国) (221 av. J.-C.) et fonde la Dynastie Qin "QīngCháo" (清朝). Puis la Dynastie Han "Hàn" "HànCháo" (汉朝) remplace la Dynastie Qin et gouverne la Chine pendant plus de quatre cents ans. Le territoire occupé par les Hans s’agrandit encore.
Durant la Dynastie Jin "Jìn" (晋), cinq tribus ethniques étrangères, dont les Huns "XiōngNú" (匈奴), Xianbei "XiānBēi" (鲜卑), Jie "Jié" (羯), Qiang "Qiāng" (羌), et Di "Dí" (氐), envahissent la Chine "ZhōngGuó" (中国). Beaucoup de Hans sont tués et une grande partie se déplace vers le sud "Nánfāng" (南方). À l'époque de la Dynastie Ming "Míngcháo" (明朝), la population du Sud "Nánfāng" (南方) de la Chine "ZhōngGuó" (中国) dépasse celle du Nord "Běifāng" (北方).
Après la Dynastie Ming "Míngcháo" (明朝), les Mandchous "MǎnZhōu" (满洲) envahissent la Chine "ZhōngGuó" (中国). Cet événement n'est pas sans incidence sur les Hans, bien que les Mandchous ne bouleversent pas la majorité de leurs coutumes (ils intègreront d'ailleurs assez rapidement l'élite Han à la cour mandchoue).
Parmi les changements les plus marquants, ces derniers sont forcés de changer leurs costumes et les hommes contraints de raser leurs cheveux sur le haut du crâne et de porter la natte mandchoue. Une grande partie des Hans refuse et plus de 80 millions de désobéissants sont tués. Les Mandchous interdisent aux Hans d’entrer dans les provinces du Nord-Est "DōngBěi" (东北). La coutume du bandage des pieds des petites filles (ayant principalement cours dans les familles Hans les plus aisées) se voit également marginalisée et déconseillée par le gouvernement Qing "Qīng" (清).
Après la fondation de la République de Chine "Zhōnghuá Mínguó" (中华民国), les Hans peuvent cependant y entrer à nouveau. Depuis la dynastie Ming "Míng" (明), certains Hans émigrent en Asie du Sud-Est "Dōngnán Yà" (东南亚). Après le XIXᵉ siècle, certains émigrent en Europe "Ōuzhōu" (欧洲) et en Amérique du Nord "BěiMěiZhōu" (北美洲).

## Langues et écritures

Hanzi écrit en simplifiée et en traditionnel.

La langue han "HanYu" (汉语), appartient à la famille des langues sino-tibétaines. En raison de sa grande population répartie sur une large superficie, la langue Han connaît une grande diversité en fonction des régions, amenant à considérer plutôt un groupe de langues et dialectes, appelées communément langues chinoises.
Malgré la disparité des prononciations et parfois de la grammaire au sein de ces langues, elles sont bien issues d'une même langue Han, basée sur la même écriture, les caractères Han "HanZi" (汉字), ou caractères chinois. Nommé également sinogramme, cette écriture est quasiment l'unique écriture moderne logographique et non alphabétique. Il existe deux formes d'écritures, la traditionnelle et la simplifiée.
Le lexique de cette langue ainsi que le système d'écriture se sont exportés dans d'autres pays asiatiques à partir de la Dynastie Tang "Táng Dài" (唐代). Abandonnés et toujours utilisés, la culture chinoise-han a longtemps influencée ses pays voisins. Les caractères chinois sont appelés kanji au Japon, hanja en Corée et chu nom au Vietnam.

## Costume traditionnel

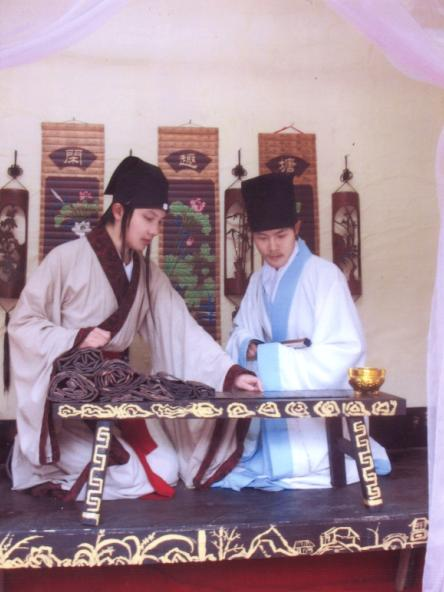
Deux jeunes hommes han habillés en hanfu, costume traditionnel des Hans.

Le costume Han "Han Yu" (汉服) est l’un des plus vieux costumes traditionnels du monde. Il est apparu à l’époque de l’Empereur Jaune "HuángDì" (黄帝). Dès le début de son histoire, ce dernier (en particulier dans les cercles d’élite) était indissociable de la soie, découverte, selon la légende, par «LeiZu » (嫘祖), épouse de l’Empereur Jaune "HuángDì" (黄帝). 
La « Dynastie des Shang » "Shāng Cháo" (商朝), (1570 av. J.C– 1045 av. J.C), développa les rudiments du vêtement Han par le port du « Yi » (衣), tunique "Wàiyī" (外衣) étroite descendant jusqu’aux genoux, noué par une ceinture "Yāodài" (腰带), d’une jupe "Qúnzǐ" (裙子) plissée allant jusqu’aux chevilles appelée «Chang » (裳) et agrémentée d’un « BiXi » (蔽膝), pan de tissu de forme rectangulaire recouvrant les cuisses.
A partir de la « dynastie des Zhou de l’Ouest » "Xī Zh" (西周), un système de hiérarchie strict fut mis en place pour codifier le statut social par le biais du vêtement.
En 1644, les soldats mandchous envahissent la Chine. Les Mandchous donnent l’ordre aux Han de porter la natte, appelé anciennement 'Queue de rat’, et de ne plus porter leur costume traditionnel. Cet ordre provoque la colère des Han dans le pays, et ils se révoltent plusieurs fois. Tous les Hans qui ne veulent pas se couper les cheveux et changer de costume sont tués, soit environ 80 millions d’individus. Le hanfu "Hàn Fú" (汉服) disparaît ainsi de la Chine pendant presque 360 ans.
Les TangZhuang (唐装) et QiPao (旗袍) que l’on voit aujourd’hui ne sont pas de vrais costumes traditionnels chinois, mais plutôt des costumes mandchous occidentalisés. Certains Hans recommencent à porter leurs propres costumes traditionnels. Ce mouvement est apparu parmi la population aux alentours de 2005, le but étant la renaissance du "HanFu", et de plus en plus de Hans s’y joignent.

## Religions

Représentation Yin Yang.

La culture chinoise a été longtemps caractérisée par un pluralisme religieux. La religion populaire chinoise a toujours maintenu une profonde influence. Le confucianisme et le taoïsme sont à la fois une philosophie ou une religion, produisant une culture de tolérance et de syncrétisme où plusieurs religions ou systèmes de croyance sont souvent pratiqués de concert, avec les coutumes et les traditions locales. La culture chinoise Han a également été longtemps influencée par le bouddhisme, alors que dans les derniers siècles, le christianisme a également pris pied dans la population.
Le confucianisme est une philosophie qui régit un code moral avec des éléments religieux, comme le culte des ancêtres. Cette philosophie est profondément ancrée dans la culture chinoise et a été la philosophie officielle de l’État en Chine de la dynastie Han jusqu'à la chute de la Chine impériale au XXe siècle.
La religion populaire chinoise est l'ensemble des traditions cultuelles des divinités ethniques du peuple Han. Elle implique le culte de différentes figures de la mythologie chinoise, héros populaires tels que Guan Yu (关羽) et Qu Yuan (屈原), créatures mythologiques comme le dragon chinois, ou de la famille, du clan et des ancêtres nationaux. Ces pratiques varient d'une région à l'autre, et ne caractérisent pas une religion organisée, bien que beaucoup des fêtes traditionnelles chinoises telles que la Fête des bateaux-dragons "QingMingJie" (端阳节), et la Fête de la mi-automne "HōngQiūJié" (中秋), proviennent de la plus populaire de ces traditions.
Le taoïsme, une religion indigène, est également largement pratiquée dans ses deux formes de religion populaire et de religion organisée. Le taoïsme a influencé l'art chinois, la poésie, la philosophie, la médecine, l'astronomie, l'alchimie et la chimie, la cuisine, les arts martiaux et l'architecture. Le taoïsme est la religion d’État du début de la dynastie Han, et il a aussi souvent été apprécié sous les empereurs des dynasties ultérieures.

## Symboles

Les Hans considérés comme descendants du Dragon (龍/龙, lóng).

Les symboles utilisés dans la culture Han sont nombreux. Parmi eux, le dragon chinois "ZhōngGuó Lóng" (中国龙) et le phénix "FengHuang" (凤凰), qui peuvent signifier respectivement le "Yáng" (阳) et le "Yīn" (阳), ou bien homme et femme.
Le plus important des deux est le dragon chinois. Contrairement au dragon occidental qui peut représenter une force mauvaise, le dragon chinois symbolise la force, l’union, la sagesse et la noblesse. Les Chinois (surtout Hans) se nomment fièrement « descendants du dragon ». C'est pourquoi une musique très connue nommée descendants du dragon dédiée à ce peuple en son honneur.
Le phénix est le chef de tous les oiseaux. Il représente la paix, la renaissance, la responsabilité, la persévérance.

## Génétique
Les Hans montrent une relation génétique étroite avec les Coréens et les Japonais. Les trois groupes se sont séparés de leur ancêtre commun récent il y a seulement 3 000 à 3 600 ans, ce qui correspond à peu près à la dynastie Shang dans l'histoire chinoise.